# Peatîkorî, Lokaci
Peatîkorî (în ucraineană П`ятикори) este un sat în comuna Dorohînîci din raionul Lokaci, regiunea Volînia, Ucraina.

## Demografie
Componența lingvistică a localității Peatîkorî
     Ucraineană (99,26%)
     Alte limbi (0,25%)
Conform recensământului din 2001, majoritatea populației localității Peatîkorî era vorbitoare de ucraineană (99,26%), existând în minoritate și vorbitori de alte limbi.